# Unryū (1943)
Unryū (jap. 雲龍) – lotniskowiec typu Unryū w służbie japońskiej marynarki wojennej.
Był pierwszym okrętem zmodyfikowanego typu Sōryū.

## Użycie bojowe
13 grudnia 1944 "Unryū" załadował na pokład 30 samobójczych bomb pilotowanych Yokosuka MXY7 Ohka. W swój pierwszy i jedyny rejs bojowy wypłynął 17 grudnia z Kure, kierując się w stronę  Mindoro i  Manili. Był eskortowany przez niszczyciele "Shigure", "Hinoki" i "Momi".
19 grudnia 1944 został storpedowany i zatopiony na Morzu Wschodniochińskim przez amerykański okręt podwodny USS "Redfish", który wystrzelił cztery torpedy. Jedna z nich trafiła "Unryū" o 16.35 w prawą burtę poniżej mostka, a druga o 16.50 w tę samą burtę poniżej przedniej windy do ładowni, gdzie znajdowały się bomby. Okręt przechylił się o 30 stopni, a następnie o 90 stopni i zatonął. Zginął dowódca, komandor Kaname Konishi i 1238 członków załogi. Uratowano tylko jednego oficera i 148 marynarzy, którzy powrócili na pokładzie niszczyciela "Shigure" do Sasebo 22 grudnia.

## Dowódcy
Jedynym dowódcą lotniskowca był Kaname Konishi, który od 15 kwietnia do 6 sierpnia 1944 nadzorował oddanie okrętu do służby, a następnie nim dowodził aż do swej tragicznej śmierci.